# 열전달

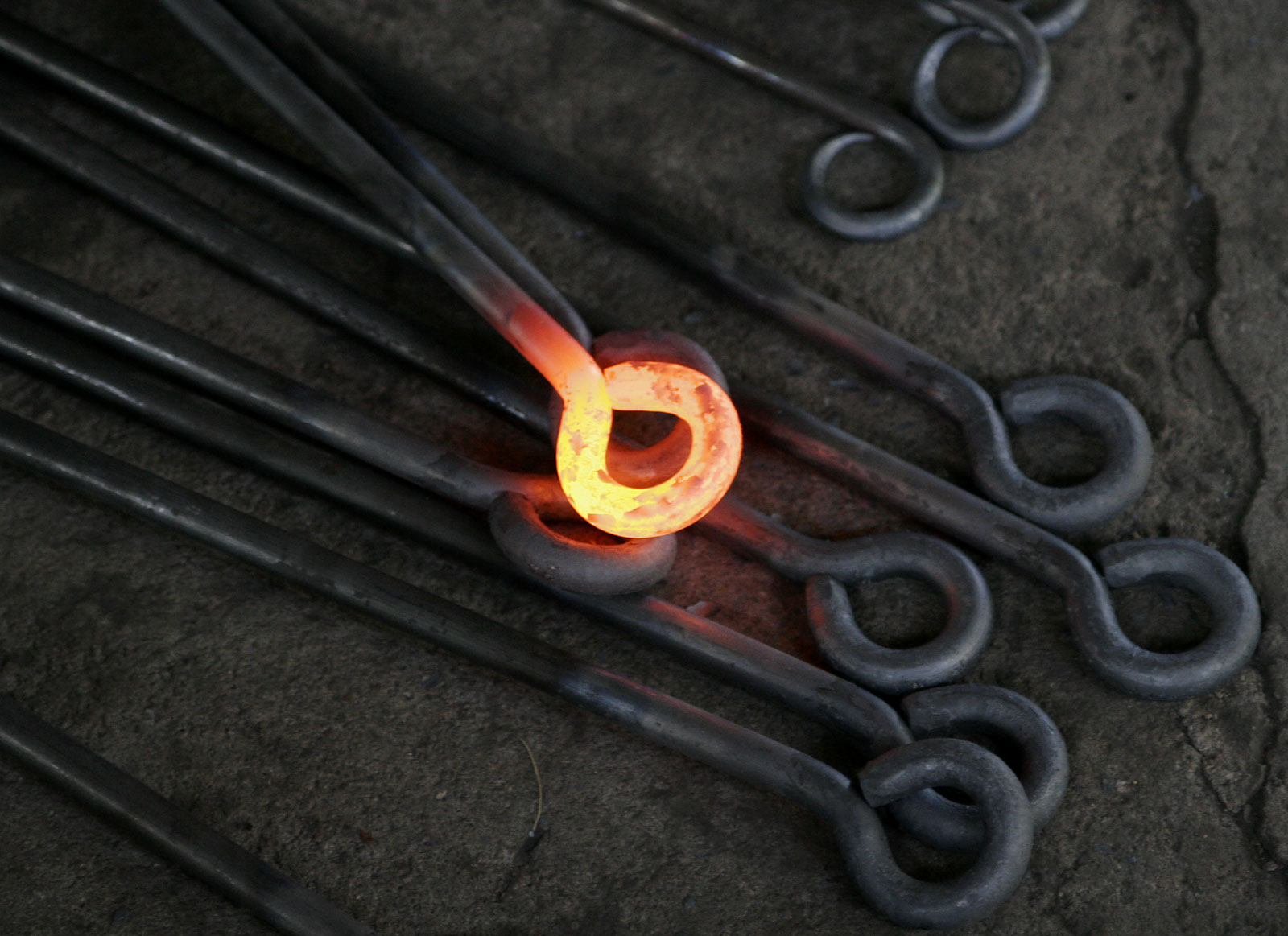

전열(傳熱)은 열 에너지가 공간의 한 위치에서 다른 위치로 이동하는 현상으로, 열이동(熱移動), 열전달(熱傳達)이라고도 한다. 전열은 열 이동 현상을 다루는 공학이며, 열공학의 한 분야이다. 길게 말하면 열의 이동,열의 전달이라고 한다.

## 열의 흡수
물체가 열복사선을 받았을 때 그 열복사선을 흡수하는 상태는 물체 표면의 성질에 따라서 달라진다. 예를 들면, 태양 광선을 볼록 렌즈로 모아서 하얀 종이와 검은 종이 위에 실상을 만들었을 때 하얀 종이는 좀체로 타지 않지만 검은 종이는 바로 탄다. 또 두 개의 삼각 플라스크를 준비하고, 하나는 검게 칠하고 다른 하나는 은박지를 바른다. 이 두 플라스크에 온도계를 붙이고 두 플라스크에 같은 열복사선을 쬐어서 온도가 상승하는 것을 살펴본다. 그러면, 검게 칠한 플라스크 쪽이 온도의 상승이 크다는 것을 알 수 있다. 이러한 실험 결과로 검은 물체는 열복사선을 잘 흡수하지만 흰 물체는 열을 잘 흡수하지 않는다는 것을 알게 된다. 또 물체의 표면이 금속과 같이 매끄러우면 열을 별로 흡수하지 않고 열이 그냥 지나가거나 반사한다.

## 같이 보기
- 열용량
- 슈테판-볼츠만 법칙